# Lâu đài Chenonceau
Lâu đài Chenonceau (tiếng Pháp: Château de Chenonceau, phiên âm tiếng Pháp: [ʃa.to də ʃə.nɔ.so]) là một thái ấp gần ngôi làng nhỏ Chenonceaux, trong tỉnh Indre-et-Loire, Thung lũng sông Loire ở Pháp. Nó được xây dựng trên địa điểm của một nhà máy cũ trên sông Cher, đôi khi trước khi đề cập đến đầu tiên của mình bằng văn bản trong thế kỷ 11. Thái ấp hiện nay được thiết kế bởi kiến trúc sư Pháp thời kỳ Phục hưng Philibert Delorme.
Đây là một trong những lâu đài thường được gọi là lâu đài của Loire. Được xây dựng năm 1513 bởi Katherine Briçonnet, trang trí bởi Diane de Poitiers và Catherine de Medici, được bảo vệ trong cuộc Cách mạng Pháp bởi Louise Dupin, nó cũng được gọi là lâu đài các quý cô.
Bên trong lâu đài được trang trí bằng những bức tranh hiếm và tấm thảm cổ, hoa trong mỗi mùa, các di tích lịch sử tại Pháp, một số vườn cảnh, công viên và vườn nho.

## Hình ảnh

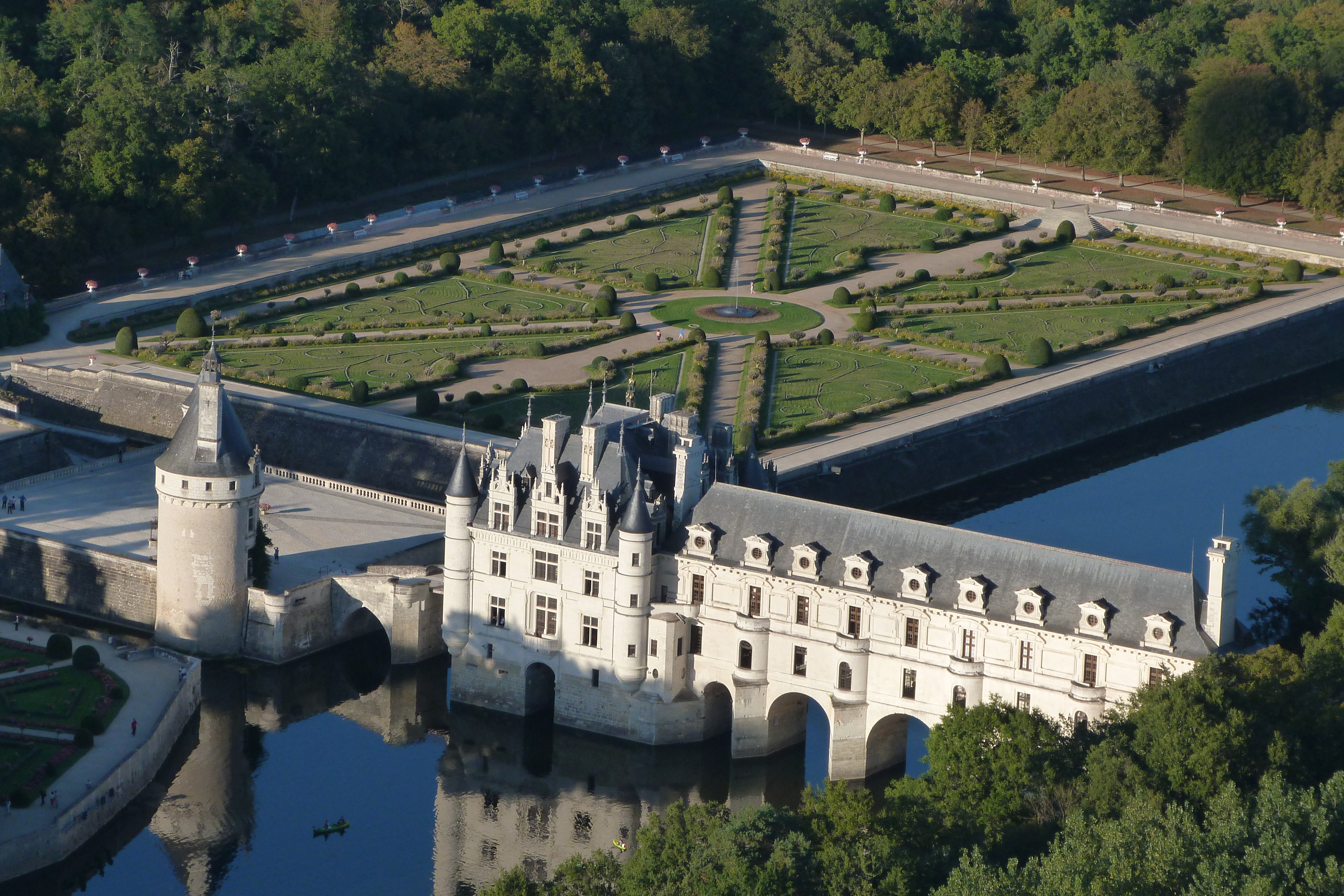
Toàn cảnh lâu đài và khu vườn
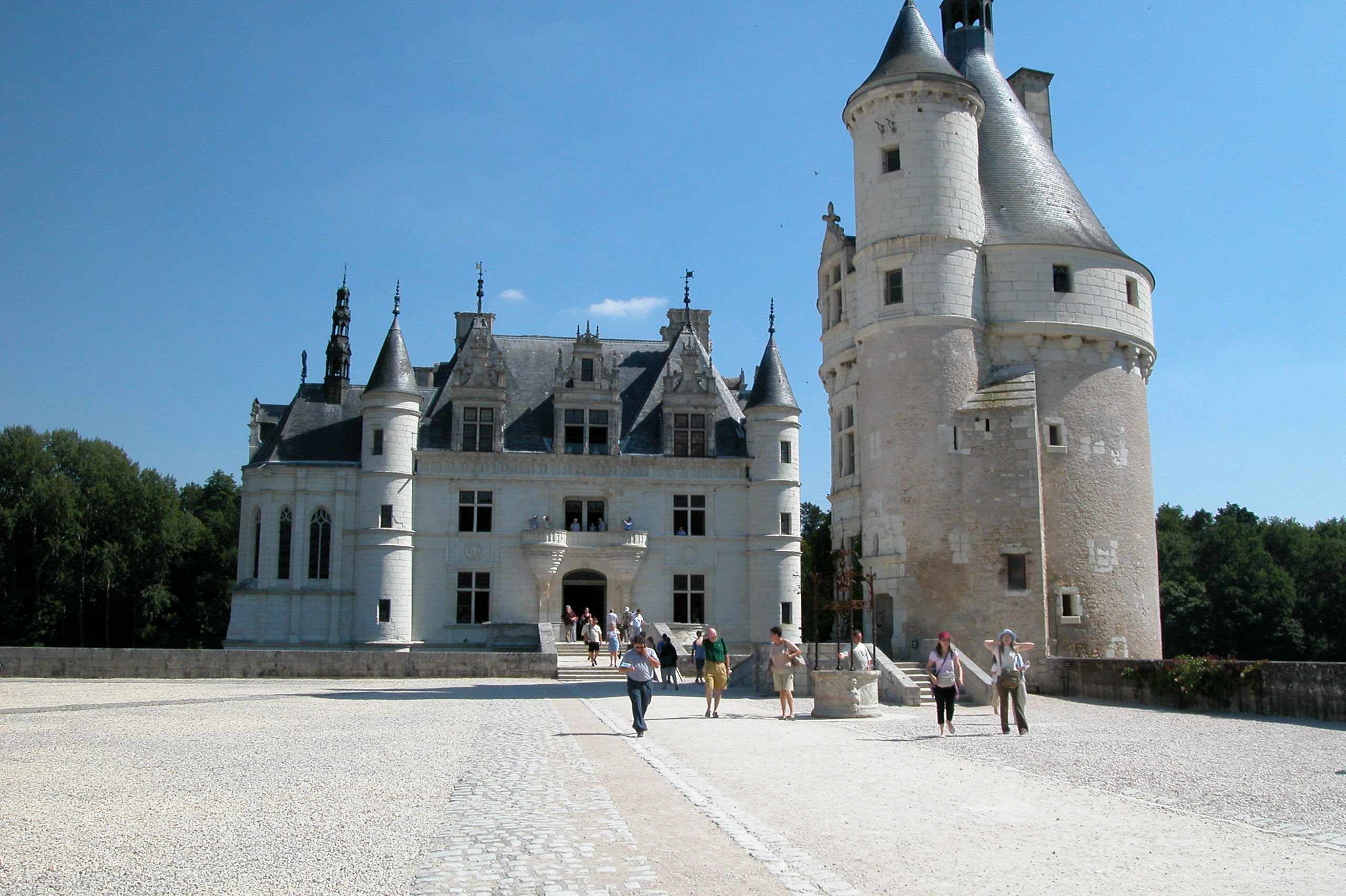
Mặt tiền
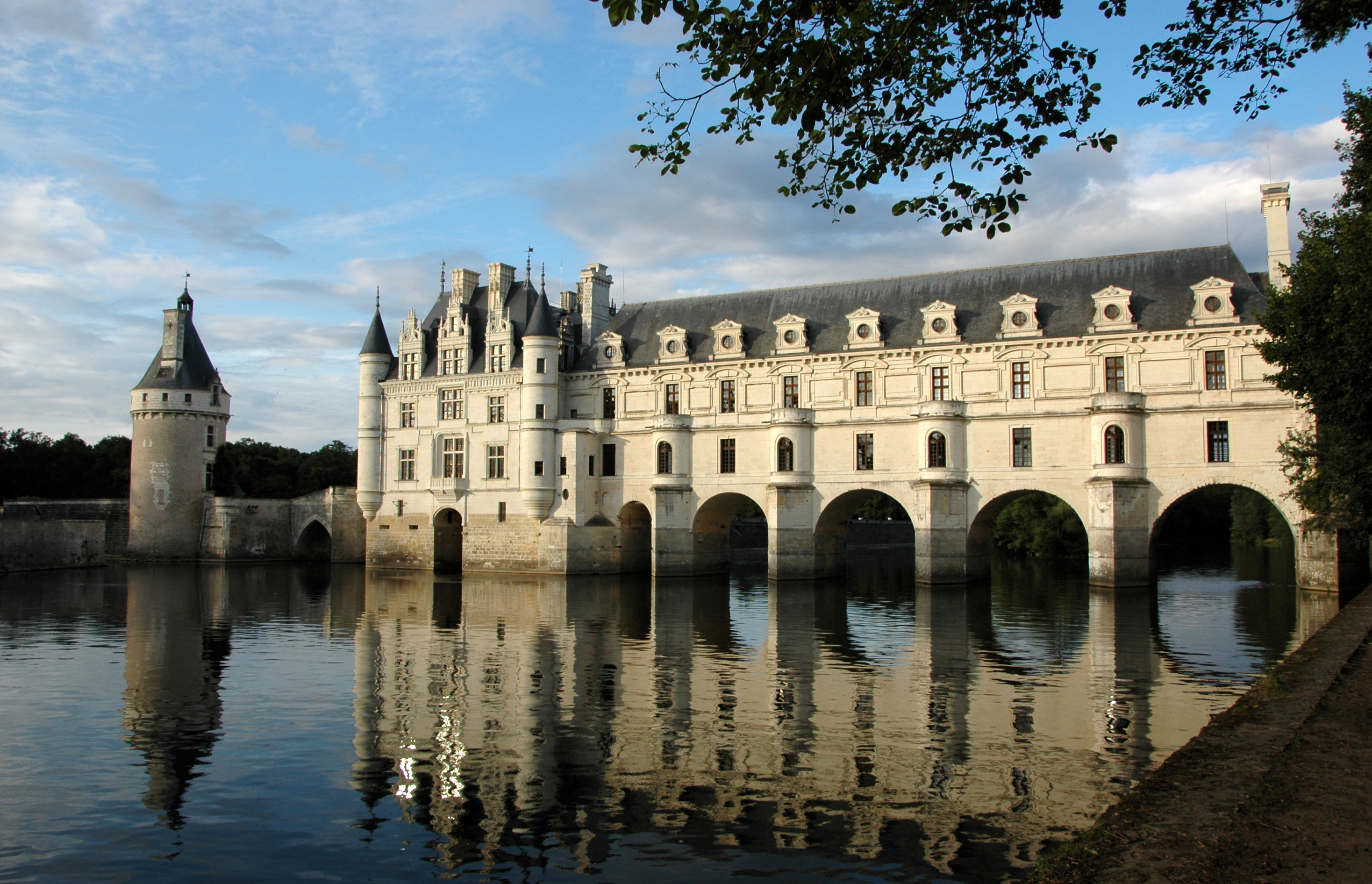
Phía Nam
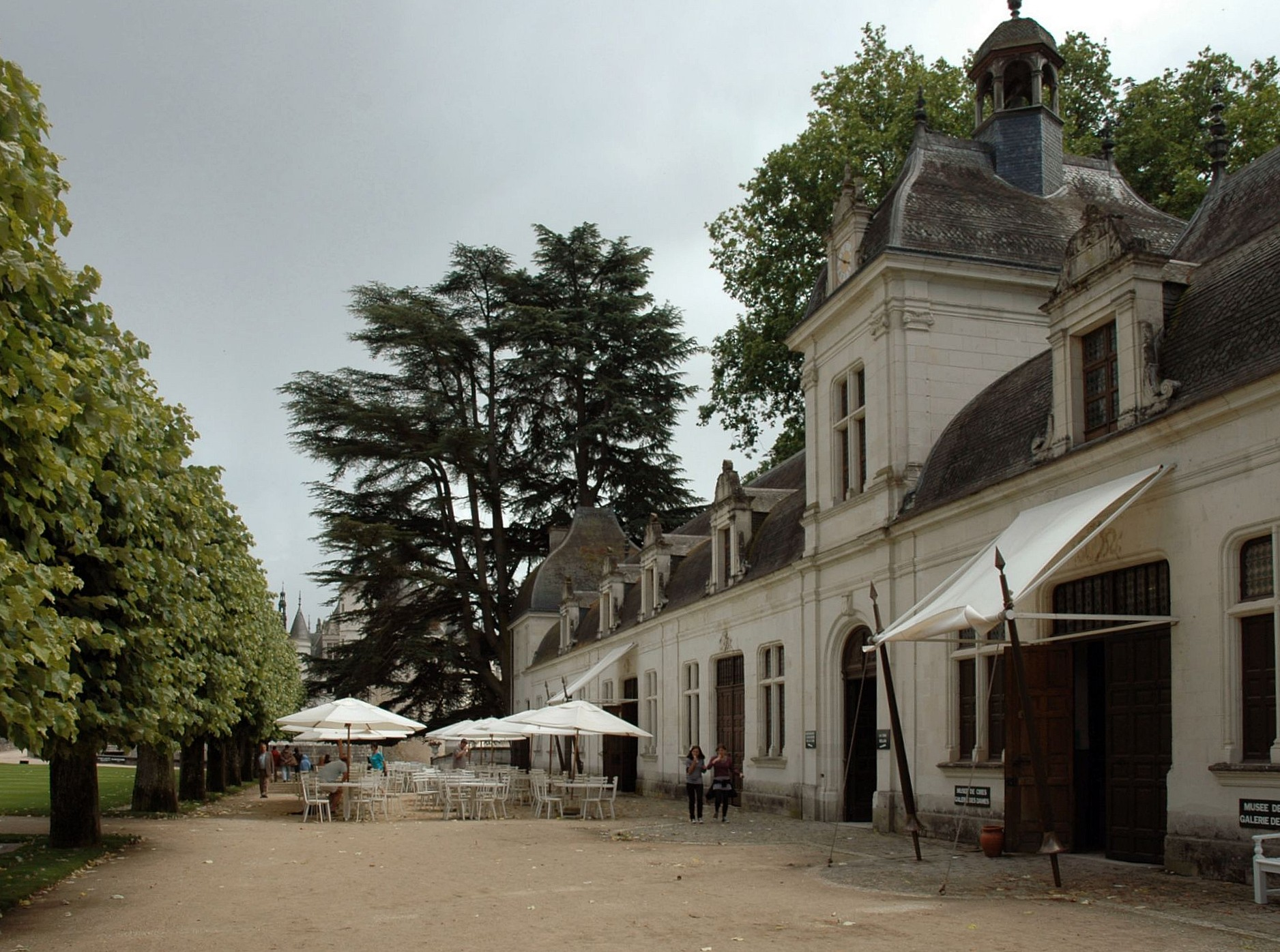
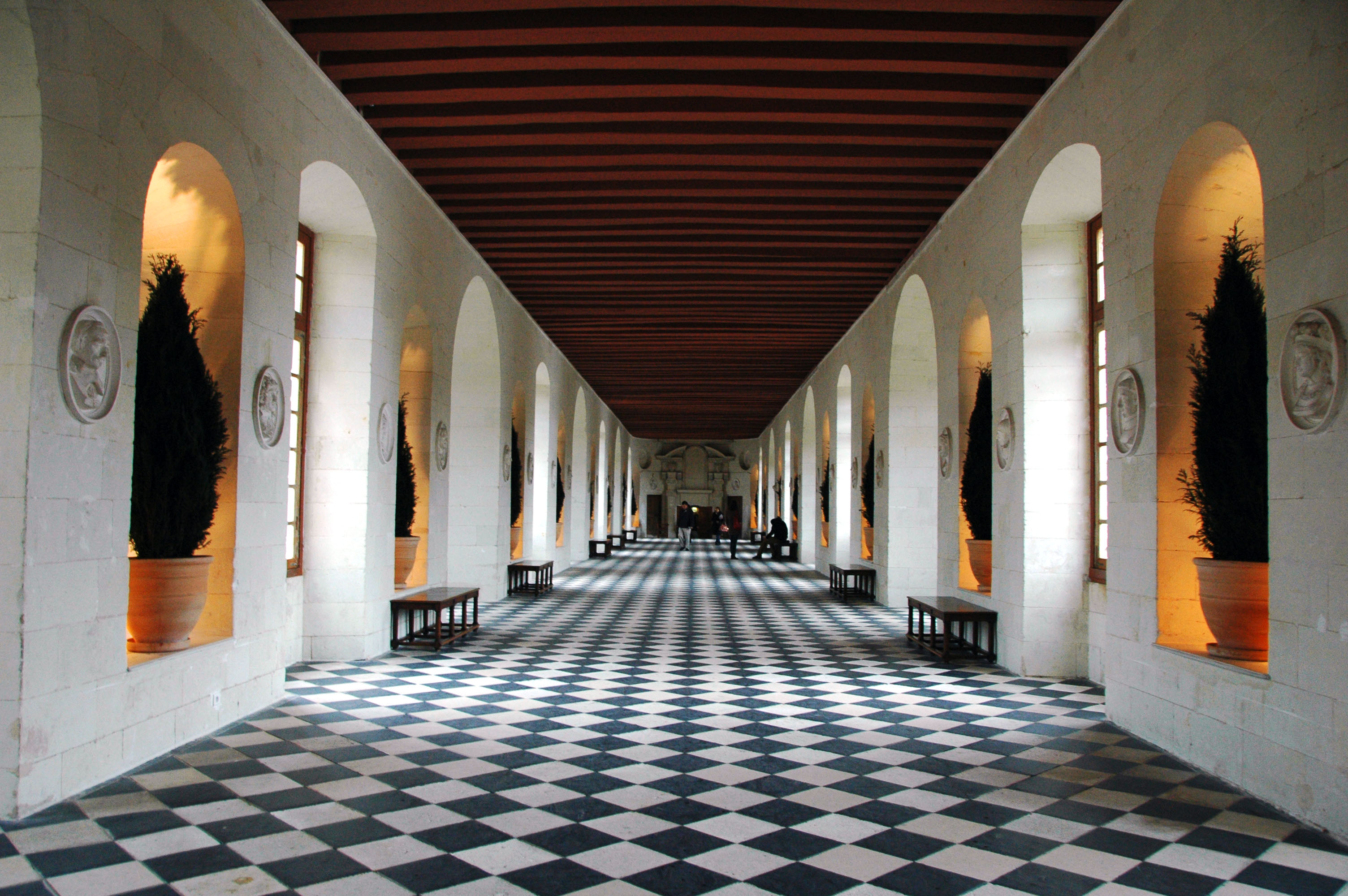
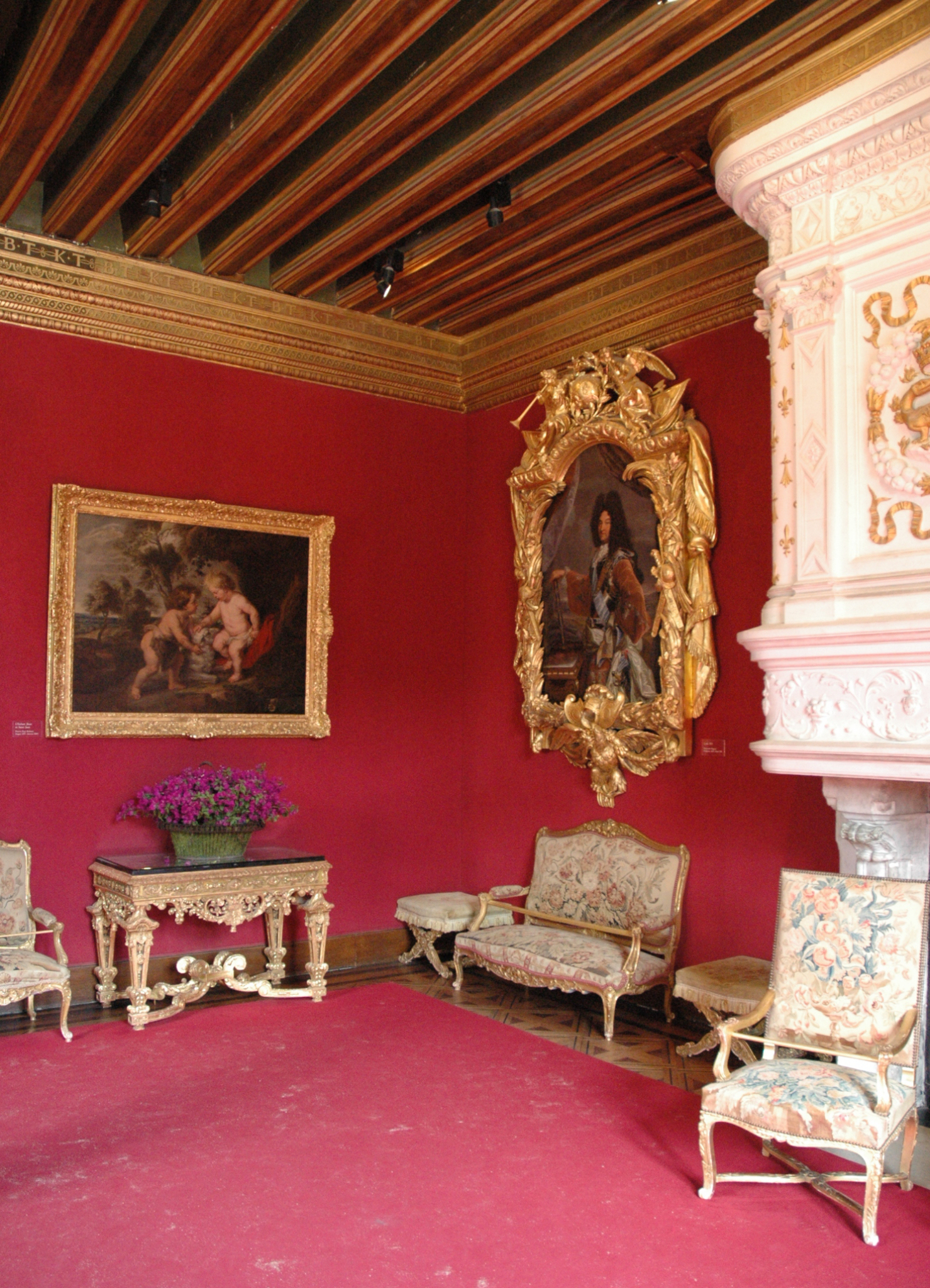